# Kvarstad
Kvarstad är en exekutiv åtgärd inom juridiken som innebär att en brottsmisstänkt person eller gäldenär genom domstolsbeslut i Sverige, eller i vissa fall inom Europeiska unionen, helt eller delvis förlorar rätten att förfoga över en viss bestämd del av sin egendom. Den som har en fordran som han/hon vill säkra genom kvarstad måste normalt erbjuda säkerhet till samma värde som den egendomen som kvarstaden avser. Det är domstolen som avgör om den erbjudna säkerheten är tillräcklig eller ej.
I Sverige återfinns reglerna om kvarstad i tvistemål i 15 kap rättegångsbalken. Frågan om kvarstad får endast prövas av domstol efter yrkande av käranden.
Statens va-nämnd har inte ansetts behörig att besluta om kvarstad.
För att få kvarstad fordras att käranden
- yrkar kvarstad
- visar sannolika skäl för att han har en fordran mot svaranden
- kan göra troligt att svaranden avser att skaffa undan egendom och på så sätt undandra sig att betala
- ställer säkerhet för den skada som kan uppstå om kvarstad meddelas.[4][5]

En ansökan om kvarstad ska normalt delges svaranden för yttrande innan tingsrätten kan meddela beslut om kvarstad. "Om fara är i dröjsmål" det vill säga att det är risk att svaranden saboterar genom att undandra egendom innan tingsrätten hinner meddela beslut, kan tingsrätten meddela interimistiskt beslut om kvarstad. Omprövning av beslutet ska sedan ske så snart svaranden fått yttra sig.
Högsta domstolen har i beslut 1986-09-05 i ärende Ö 1233-86 icke bifallit kvarstad som begärts för att avbryta preskription eftersom käranden inte "gjort troligt att svaranden avsåg att skaffa undan egendom".
Reglerna om kvarstad i brottmål återfinns i 26 kap rättegångsbalken. Om det kan antas att någon som är misstänkt för brott genom att avvika eller genom att undanskaffa egendom undandrar sig att betala böter eller företagsbot eller skadestånd till målsägande, som kan antas komma att på grund av brottet ådömas honom, får domstolen förordna om kvarstad på så mycket av hans egendom att fordringen kan antas bli täckt vid utmätning.
Kvarstad får beslutas endast om skälen för åtgärden uppväger det intrång eller men i övrigt som åtgärden innebär för den misstänkte eller något annat motstående intresse. Frågan om kvarstad får tas upp endast efter yrkande av åklagare eller målsägande om anspråket anmälts till åklagaren.
Det finns inte någon bestämmelse i 26 kap rättegångsbalken som anger vad som gäller i fråga om målsägandes anspråk som övertagits av annan. Genom dom 1999-04-29 har Svea hovrätt i mål Ö 2962-99 slagit fast att kvarstad som övertagits av annan – i detta fall flera försäkringsbolag – mycket väl kan prövas av samma tingsrätt som ska döma i brottmålet.

## Fotnoter
1. ↑  15 kap. (1942:740)
2. ↑  15 kap. 5 § (1942:740)
3. ↑  MÖD 2007:31
4. ↑  15 kap. 1 § (1942:740)
5. ↑  15 kap. 6 § (1942:740)
6. ↑  15 kap. 5 § 3 stycket (1942:740)
7. ↑  NJA 1986 s. 450
8. 1 2  26 kap. (1942:740)
9. ↑  26 kap. 2 § (1942:740)
10. ↑  RH 1999:38